# سلم بن أحوز
أبو حرب سلم بن أحوز بن أربد بن مُحَرز المازني التميمي ( 65 هـ - 130 هـ / 685م - 748م) أمير وقائد عسكري من القادة الشجعان في الدولة الأموية، وكان أمير الشرطة في خراسان بين عامي 120 هـ - 130 هـ في إمارة نصر بن سيار الكناني على خراسان وكان من المُقربين منه، وقد عاصر في منصبه خمسةً من خلفاء بني أمية وهم: هشام بن عبد الملك والوليد بن يزيد ويزيد بن الوليد وإبراهيم بن الوليد ومروان بن محمد، وهو شقيق القائد هلال بن أحوز قال البلاذري: «سلم بن أحوز كان على شرطة نصر بن سيار في خراسان، وهو الذي قتل جهم بن صفوان صاحب الجهمية بمرو، وقتل مدرك بن المهلب. ثم قُتِل بعد بجرجان على يد قوات بني العباس».

## نسبه
هو سلم بن أحوز بن أربد بن مُحَرز بن لأي بن سُهَيل بن ضباب بن حجية بن كابية بن حرقوص بن مازن بن مالك بن عمرو بن تميم بن مر المازني العمروي التميمي ويُكَنى بأبي حرب.

## المرجع
1. ↑  أنساب الأشراف، أحمد بن يحيى البلاذري، دار الفكر - بيروت 1417 هـ، ج 13 ص 42
2. ↑  جمهرة أنساب العرب، ابن حزم الأندلسي، دار المعارف - مصر 1962، ص 211